# Diecéze Zygana
Diecéze Zygana je titulární diecéze římskokatolické církve.

## Historie
Zygana, identifikovatelné s Kobuleti v dnešní Gruzii, bylo starobylé biskupské sídlo nacházející se v provincii Lazika. Byla sufragánnou arcidiecéze Fasi.
V oficiálních dokumentech Konstantinopolského patriarchátu v Notitia Episcopatuum, bylo biskupství založeno za vlády císaře Herakleia. Jediným známým biskupem je Faustin, který se roku 692 zúčastnil Trullské synody.
Dnes je využíváno jako titulární biskupské sídlo; do dnes nebylo sídlo obsazeno.

## Seznam biskupů
- Faustin (zmíněn roku 692)